# Desery Finies
Desery Finies é uma política sul-africana do Cabo Setentrional que é o MEC do Desporto, Arte e Cultura da província desde 28 de junho de 2020. Ela tomou posse como membro da legislatura provincial em 12 de junho. Finies é membro do Congresso Nacional Africano.

## Carreira política
Em 12 de junho de 2020, Finies tomou posse como Membro da Legislatura Provincial do Cabo Setentrional.
O primeiro-ministro Zamani Saul, numa remodelação do gabinete em 26 de junho, nomeou-a para chefiar o Departamento de Desporto, Artes e Cultura. O líder provincial da Aliança Democrática, Andrew Louw, disse num comunicado que ela "não tinha experiência" como recém-chegada, enquanto o secretário provincial do Congresso Nacional Africano, Deshi Ngxanya, saudou a sua nomeação. Finies foi oficialmente empossada em 28 de junho.